# Miłosne gierki
Miłosne gierki – amerykański komediowy film sportowy z 2008 roku.

## Opis fabuły
Rok 1925, rodzi się liga zawodowa futbolu amerykańskiego. W obliczu plajty sponsora rozgrywek, Connelly postanawia sprowadzić do drużyny gwiazdę fubolu akademickiego, Rutherforda. Pojawia się jednak piękna dziennikarka Lexie, która ma za zadanie napisać demaskujący artykuł o Rutherfordzie, gwieździe rozgrywek i bohaterze wojennym.

## Obsada
- George Clooney jako Jimmy 'Dodge' Connelly
- Renée Zellweger jako Lexie Littleton
- John Krasinski jako Carter Rutherford
- Stephen Root jako Suds
- Wayne Duvall jako trener Frank Ferguson
- Keith Loneker jako Duży Gus
- Malcolm Goodwin jako Bakes
- Matt Bushell jako Curly